# William Montacute, II conte di Salisbury
William Montacute (Donyatt, 25 giugno 1328 – 3 giugno 1397) fu il secondo conte di Salisbury, quarto Barone di Montacute e re di Mann. Fu inoltre comandante dell'esercito inglese durante la guerra dei cent'anni sotto il regno di Edoardo III d'Inghilterra.

## Biografia
Era il figlio maggiore di William Montacute, I conte di Salisbury e Catherine Montacute, contessa di Salisbury e successe al padre nel 1344. 
A Montacute venne ordinato di sposare Joan di Kent ed eseguì l'ordine senza sapere che ella era già segretamente sposata con  Thomas Holland, I conte di Kent. Dopo diversi anni di convivenza, il loro contratto di matrimonio venne annullato dal Papa nel 1349.
Fu uno dei fondatori dell'Ordine della Giarrettiera di cui ne divenne il sesto cavaliere nel 1348 . 
Era un comandante delle forze inglesi in Francia e servì il re come comandante della retroguardia dell'esercito di Edoardo il Principe Nero nel 1355. Prese servizio di nuovo nella battaglia di Poitiers nel 1356, e ulteriormente nel 1357, 1359 e 1360. Più tardi nel 1360 fu uno dei commissari che negoziò il trattato di Brétigny.
Durante gli anni più tranquilli che seguirono il trattato, Montacute fece parte del consiglio del re. Ma nel 1369 tornò sul campo di battaglia, a servizio di Giovanni Plantageneto, I duca di Lancaster, nella Francia del nord e poi in altre spedizioni militari e commissioni di negoziazione delle tregue. 
Montacute aiutò Riccardo II d'Inghilterra sedare la rivolta di Wat Tyler . Nel 1385 accompagnò Riccardo nella sua spedizione scozzese.
Nel 1392 vendette la signoria dell'Isola di Man a  William le Scrope, I conte di Wiltshire. 
Sposò Elizabeth, figlia di John de Mohun, XIX Lord de Mohun di Dunster. La coppia andò a vivere a Bisham Manor nel Berkshire e ebbe tre figli tra cui:
- Sir William Montacute (?-1383), che sposò Lady Elizabeth FitzAlan, figlia di Richard FitzAlan, XI conte di Arundel. Venne ucciso in un torneo nel 1383, senza lasciare figli.

Quando William Montacute morì nel 1397 la contea fu ereditata dal nipote John. Una delle sorelle di William, Philippa (?- 5 gennaio 1382), sposò Ruggero Mortimer, II conte di March. 